# 中国人民解放军空军西安指挥所
中国人民解放军空军西安指挥所，位于陕西省西安市，隶属中国人民解放军中部战区空军。

## 沿革
1969年3月20日，中央军委批复同意空军1968年12月21日《关于空军1969年部队组建计划》。1969年11月10日，在陕西西安组建中国人民解放军空军第十一军，隶属中国人民解放军兰州军区空军建制领导。姚长川任军长，张廷桂任政委。1985年整编为中国人民解放军空军西安指挥所。1993年缩编为中国人民解放军空军西安基地，执行副军级权限。2003年12月缩编为中国人民解放军空军西安指挥所，正师级。在2016年深化国防和军队改革前，空军西安指挥所隶属中国人民解放军兰州军区空军。2016年转隶中国人民解放军中部战区空军。

## 历任领导

### 空军第十一军
| 军长 - 姚长川（1969年11月—1979年1月） - 米盛山（1979年1月—1983年5月） - 张国祥（1983年5月—1985年8月） 副军长 - 李国治（1969年9月—1983年5月） - 郭从义（1969年9月—1980年10月） - 张伟良（1969年12月—1978年11月） - 宁淮（1975年9月—1980年2月） - 张毅（1978年2月—1980年10月） - 张伟良（1980年2月—1983年5月） - 陈汝义（1981年2月—1983年5月） - 杜群（1981年10月—1983年5月） - 韩洪才（1983年5月—1985年8月） - 沈洪江（1983年8月—1984年8月） - 夏万平（1983年5月—1985年8月） - 李永德（1984年8月—1985年8月） - 于曰家（1984年8月—1985年8月） | 政治委员 - 张廷桂（1969年11月—1978年1月） - 方仲英（1978年1月—1983年5月） - 马炳发（1983年5月—1985年8月） 副政治委员 - 王恩泽（1969年9月—1983年5月） - 潘景和（1979年1月—1983年5月） - 于复祥（1979年1月—1983年5月） - 王吉奎（1979年1月—1980年10月） - 陈克温（1981年12月—1983年5月） - 王俊彬（1983年5月—1985年8月） |

| 参谋长 - 吴云山（1969年11月—1978年5月） - 陈汝义（1979年2月—1981年2月） - 张国祥（1982年8月—1983年5月） - 宋业民（1983年5月—1985年8月） | 政治部主任 - 林冰（1969年11月—1973年1月） - 王苏民（1975年6月—1980年9月） - 李贤荣（1980年9月—1983年5月） - 叶泽忠（1983年5月—1985年8月） |

### 空军西安指挥所
| 司令员 - 张国祥（1985年9月—1987年1月） - 金陆钧（1987年1月—1988年2月） - 李永德 空军少将（1988年2月—1990年6月） - 于曰家 空军少将（1990年6月—1991年12月） - 郭玉祥 空军少将（1991年12月—1993年1月） | 政治委员 - 马炳发（1985年9月—1986年3月） - 杨英昌 空军少将（1986年3月—1990年6月） - 乔清晨 空军少将（1990年6月—1993年1月） |

### 空军西安基地
| 司令员 - 郭玉祥 空军少将（1993年1月—1994年10月） - 魏光修 空军少将（1994年10月—1996年10月） - 凤景泉 空军少将（1996年10月—1997年10月） - 苟新华 空军少将（1997年10月—2000年6月） - 李长江 空军少将（2000年6月—2001年2月） - 王永才 空军少将（2001年2月—2003年12月） | 政治委员 - 任成深 空军少将（1993年1月—1995年10月） - 刘振来 空军少将（1995年10月—1997年10月） - 李家祥 空军少将（1997年10月—2001年2月） - 毕沧耕 空军少将（2001年2月—2002年1月） - 白广忠 空军少将（2002年1月—2002年7月） - 林立山 空军少将（2002年7月—2003年12月） |

### 空军西安指挥所
| 司令员 - 王永才 空军少将（2003年12月—2004年10月） - 刘殿军 空军少将（2004年10月—2010年10月） - 崔德成 空军少将（2010年10月—） | 政治委员 - 林立山 空军少将（2002年7月—2007年7月） - 李德林 空军少将（2007年7月—2012年） - 刘青松 空军少将（2012年—2013年） - 尹洪斌 空军少将（2013年—） |